# Pallanuoto ai VI Giochi panamericani
Il VI torneo panamericano di pallanuoto si è svolto a Cali dal 3 all'11 agosto 1971 in occasione dei VI Giochi panamericani.
Il torneo si è svolto in due fasi a gironi. Le 9 squadre partecipanti erano divise in due gruppi, le cui prime classificate hanno avuto al girone per il titolo.
Gli Stati Uniti hanno conquistato il loro secondo titolo continentale consecutivo.

## Prima fase

### Gruppo A
| 3 agosto 1971 11:30 | Colombia | 8 – 2 | Barbados |  |

| 3 agosto 1971 12:45 | Cuba | 10 – 3 | Brasile |  |

| 3 agosto 1971 22:45 | Argentina | – | Colombia |  |

| 3 agosto 1971 24:00 | Cuba | – | Barbados |  |

| 4 agosto 1971 | Argentina | 6 – 5 | Brasile |  |

| 4 agosto 1971 | Cuba | – | Colombia |  |

| 5 agosto 1971 11:30 | Brasile | 13 – 5 | Barbados |  |

| 5 agosto 1971 12:45 | Cuba | – | Argentina |  |

| 6 agosto 1971 19:30 | Argentina | – | Barbados |  |

| 6 agosto 1971 | Colombia | – | Brasile |  |

|   | Squadra   | Punti | G | V | N | P | GF | GS | Diff |
| - | --------- | ----- | - | - | - | - | -- | -- | ---- |
| . | Argentina |       |   |   |   |   |    |    |      |
| . | Brasile   |       |   |   |   |   |    |    |      |
| . | Cuba      |       |   |   |   |   |    |    |      |
| . | Barbados  |       |   |   |   |   |    |    |      |
| . | Colombia  |       |   |   |   |   |    |    |      |

### Gruppo B
| 3 agosto 1971 14:00 | Messico | 13 – 3 | Porto Rico |  |

| 3 agosto 1971 21:00 | Stati Uniti | 11 – 2 | Canada |  |

| 4 agosto 1971 | Stati Uniti | 4 – 3 | Messico |  |

| 4 agosto 1971 | Canada | 10 – 5 | Porto Rico |  |

| 5 agosto 1971 | Stati Uniti | 14 – 4 | Porto Rico |  |

| 5 agosto 1971 | Messico | 6 – 5 | Canada |  |

|    | Squadra     | Punti | G | V | N | P | GF | GS | Diff |
| -- | ----------- | ----- | - | - | - | - | -- | -- | ---- |
| 1. | Stati Uniti | 6     | 3 | 3 | 0 | 0 | 29 | 9  | +20  |
| 2. | Messico     | 4     | 3 | 2 | 0 | 1 | 22 | 12 | +10  |
| 3. | Canada      | 2     | 3 | 1 | 0 | 0 | 17 | 22 | -5   |
| 4. | Porto Rico  | 0     | 3 | 0 | 0 | 3 | 12 | 37 | -25  |

## Fase finale
| 7 agosto 1971 | Stati Uniti | 10 – 4 | Canada |  |

| 7 agosto 1971 | Cuba | 3 – 2 | Messico |  |

| 7 agosto 1971 | Brasile | 5 – 2 | Argentina |  |

| 8 agosto 1971 | Cuba | 7 – 0 | Canada |  |

| 8 agosto 1971 | Stati Uniti | 11 – 3 | Brasile |  |

| 8 agosto 1971 | Messico | 9 – 4 | Argentina |  |

| 9 agosto 1971 | Stati Uniti | 4 – 3 | Messico |  |

| 9 agosto 1971 | Cuba | 8 – 3 | Argentina |  |

| 9 agosto 1971 | Brasile | 6 – 4 | Canada |  |

| 10 agosto 1971 | Stati Uniti | – | Argentina |  |

| 10 agosto 1971 | Cuba | 6 – 3 | Brasile |  |

| 10 agosto 1971 | Messico | 5 – 2 | Canada |  |

| 11 agosto 1971 | Messico | 8 – 3 | Brasile |  |

| 11 agosto 1971 | Canada | 5 – 2 | Argentina |  |

| 11 agosto 1971 | Stati Uniti | 6 – 4 | Cuba |  |

|    | Squadra     | Punti | G | V | N | P | GF | GS | Diff |
| -- | ----------- | ----- | - | - | - | - | -- | -- | ---- |
| 1. | Stati Uniti | 10    | 5 | 5 | 0 | 0 | 31 | 14 | +17  |
| 2. | Cuba        | 8     | 5 | 4 | 0 | 1 | 28 | 14 | +14  |
| 3. | Messico     | 6     | 5 | 3 | 0 | 2 | 27 | 16 | +11  |
| 4. | Brasile     | 4     | 5 | 2 | 0 | 3 | 20 | 31 | -11  |
| 5. | Canada      | 2     | 5 | 1 | 0 | 4 | 15 | 30 | -15  |
| 6. | Argentina   | 0     | 5 | 0 | 0 | 5 | 11 | 27 | -16  |

### Gruppo 7º - 9º posto
| 7 agosto 1971 | Colombia | 6 – 5 | Barbados |  |

| 8 agosto 1971 | Barbados | 7 – 5 | Porto Rico |  |

| 8 agosto 1971 | Colombia | – | Porto Rico |  |

|    | Squadra    | Punti | G | V | N | P | GF | GS | Diff |
| -- | ---------- | ----- | - | - | - | - | -- | -- | ---- |
| 1. | Colombia   | 4     | 2 | 2 | 0 | 0 | 6  | 5  |      |
| 2. | Barbados   | 2     | 2 | 1 | 0 | 1 | 12 | 11 | +1   |
| 3. | Porto Rico | 0     | 2 | 0 | 0 | 2 | 5  | 7  |      |

## Classifica finale
| Pos.    | Squadra     |
| ------- | ----------- |
| Oro     | Stati Uniti |
| Argento | Cuba        |
| Bronzo  | Messico     |
| 4       | Brasile     |
| 5       | Canada      |
| 6       | Argentina   |
| 7       | Colombia    |
| 8       | Barbados    |
| 9       | Porto Rico  |

## Fonti
- (EN) Todor66.com - Sport statistics Archive, su todor66.com.